# Robert Shavlakadze
Robert Shavlakadze (Tbilisi, 1 de abril de 1933 – 4 de março de 2020) foi um atleta georgiano. Campeão olímpico do salto em altura em Roma 1960 representando a União Soviética, quando estabeleceu um recorde olímpico de 2,16 m para a prova, derrotando o favorito dos Estados Unidos, John Thomas, que naquele ano, antes dos Jogos, havia quebrado por cinco vezes o recorde mundial.
Foi condecorado com a Ordem da Bandeira Vermelha do Trabalho pelo governo soviético.
Morreu no dia 4 de março de 2020, aos 86 anos.